# Paracorymbia fulva
Paracorymbia fulva är en skalbaggsart som först beskrevs av Degeer 1775.  I den svenska databasen Dyntaxa används istället namnet Stictoleptura fulva. Enligt Catalogue of Life ingår Paracorymbia fulva i släktet Paracorymbia och familjen långhorningar, men enligt Dyntaxa är tillhörigheten istället släktet Stictoleptura och familjen långhorningar.
Artens utbredningsområde är:
- Luxemburg.
- Corsica.
- Frankrike.
- Portugal.
- Ukraina.

Arten har ej påträffats i Sverige. Inga underarter finns listade i Catalogue of Life.

## Bildgalleri

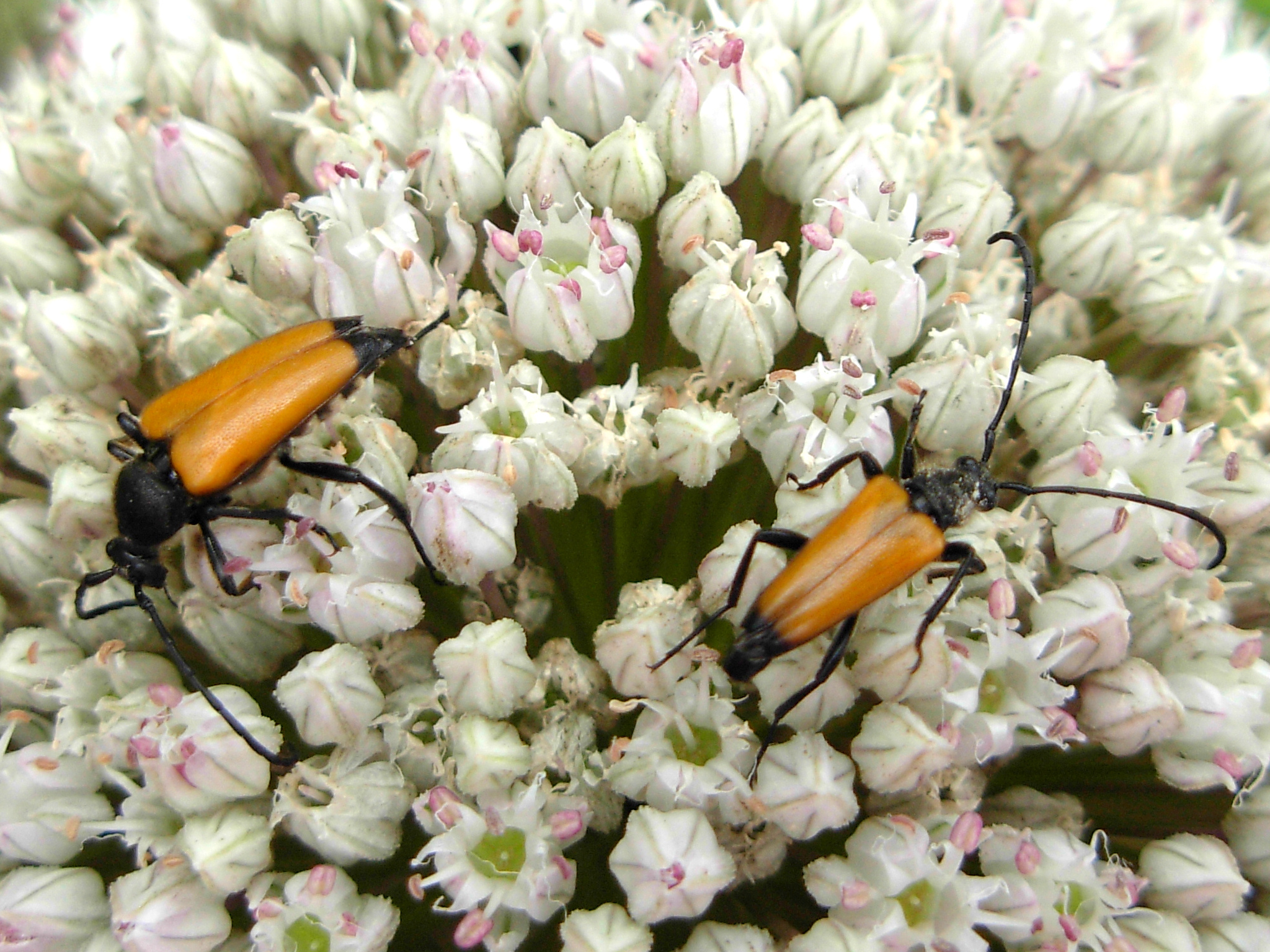
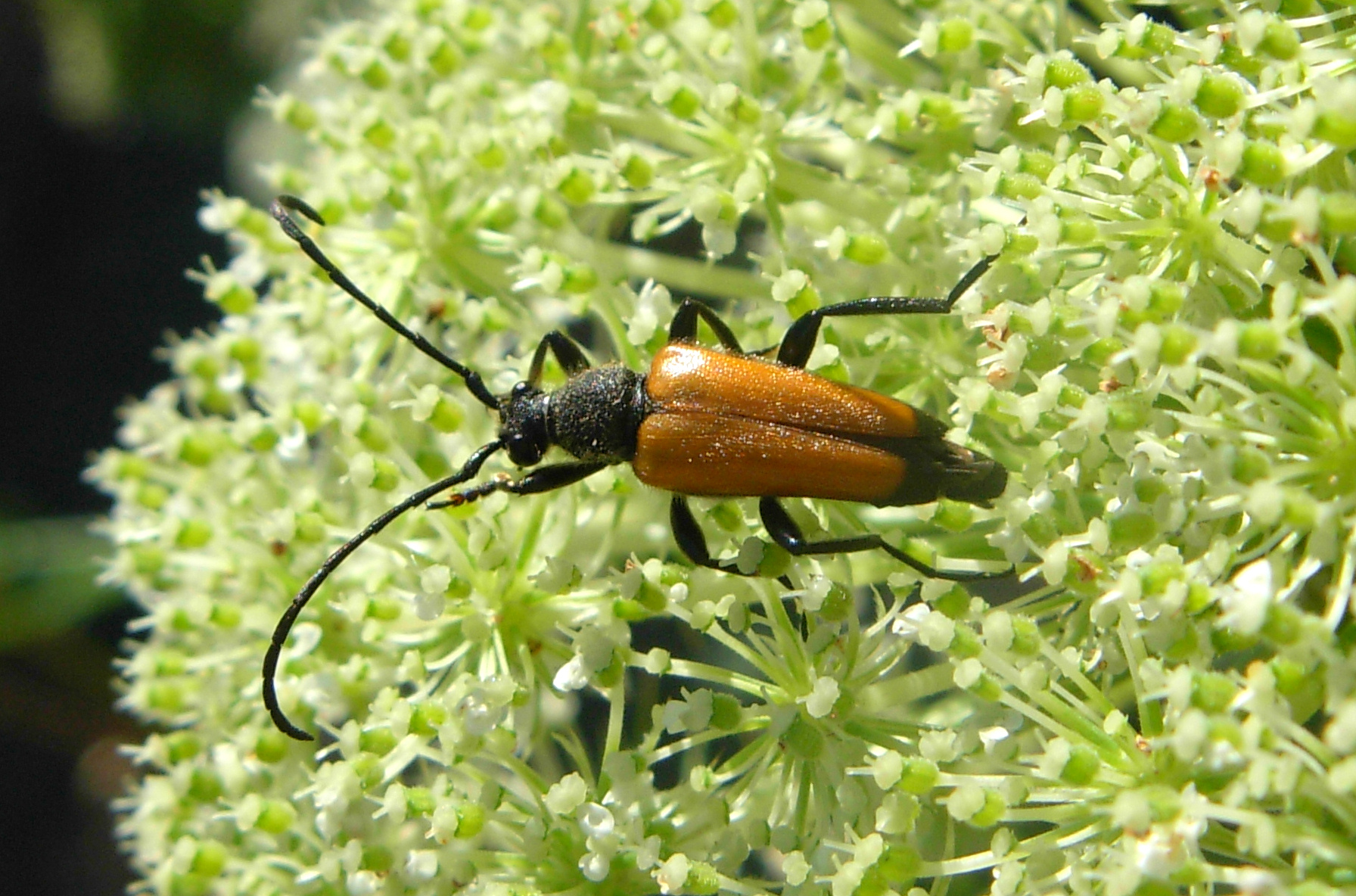
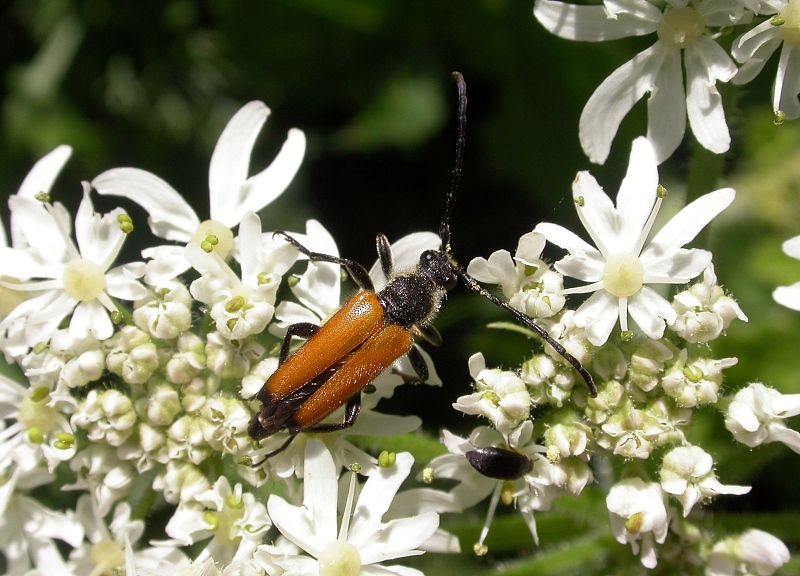
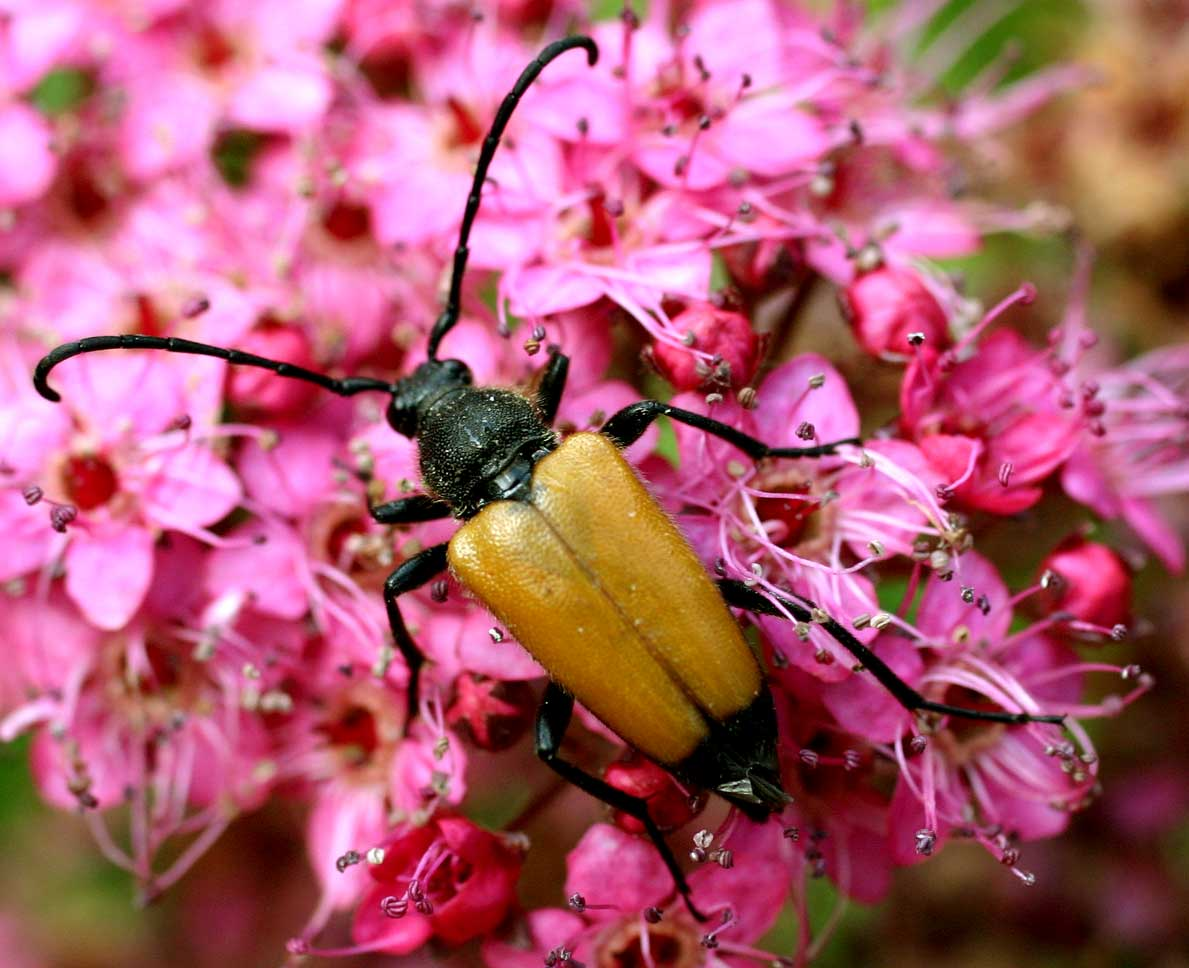
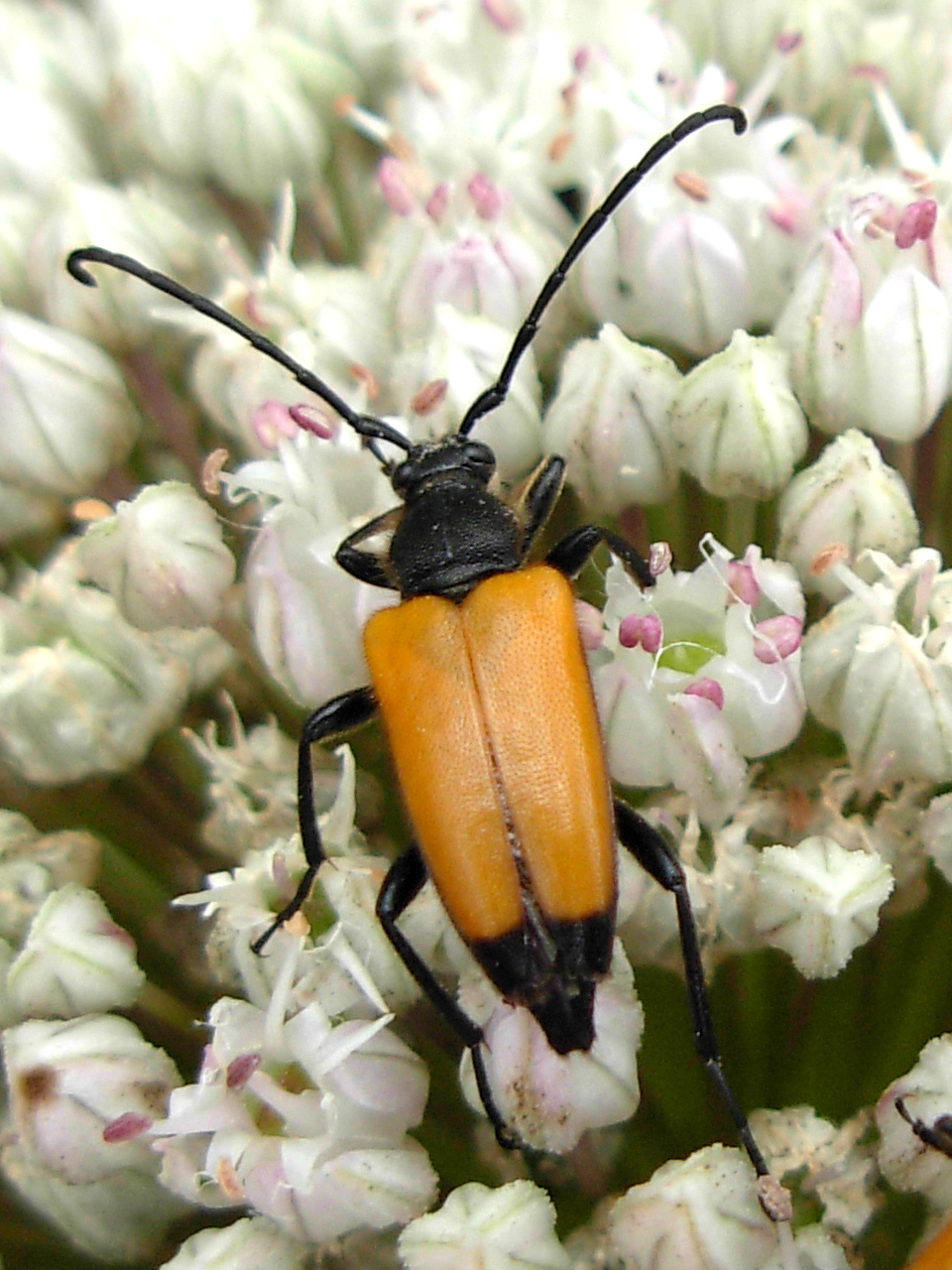
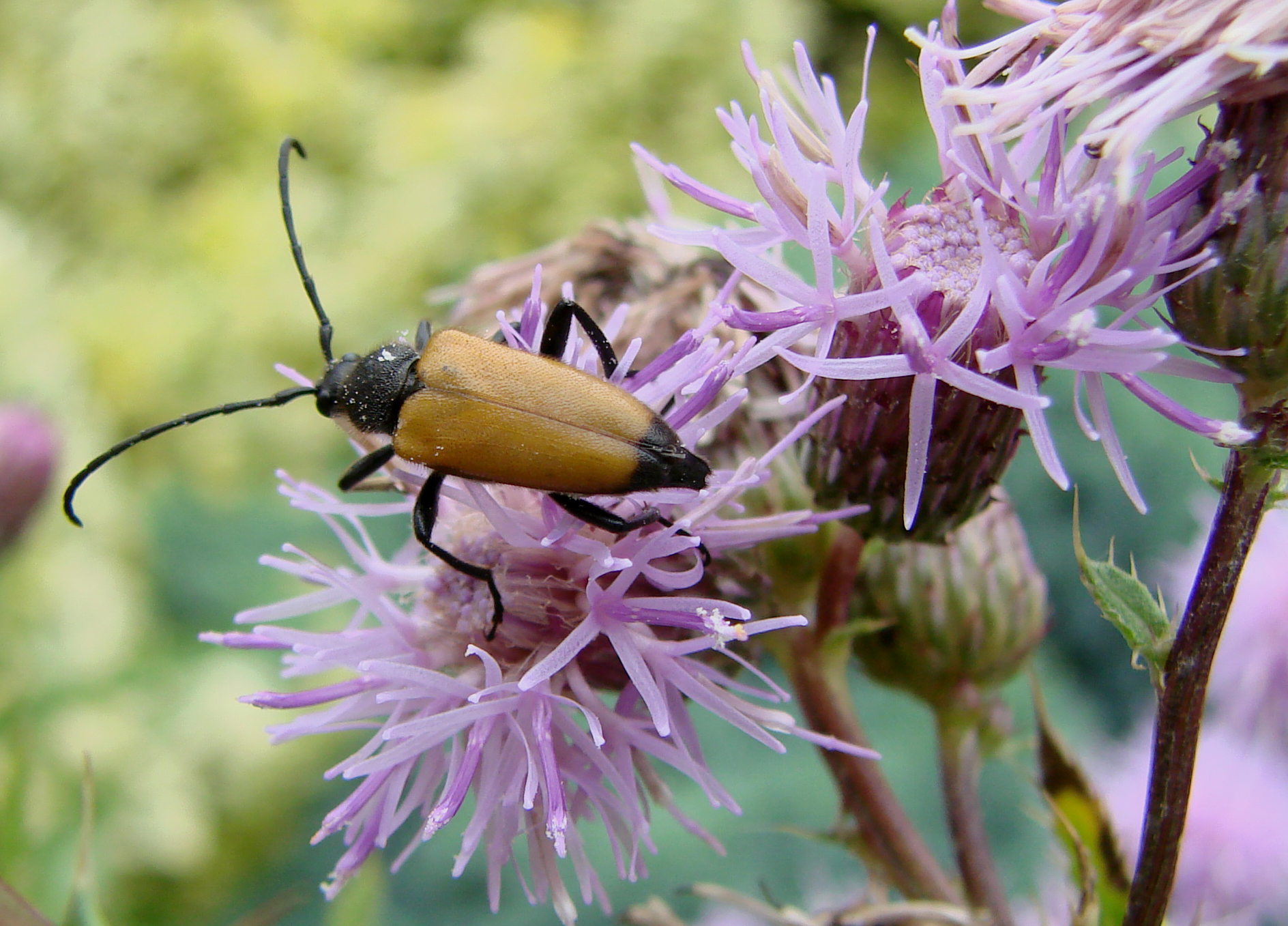